# بيير-إيميل هويبيرغ
بيير-إيميل كورت هويبيرغ (بالدنماركية: Pierre-Emile Kordt Højbjerg)‏ لاعب كرة قدم دنماركي في مركز الوسط ولد في يوم 5 أغسطس 1995 في مدينة كوبنهاغن عاصمة الدنمارك يلعب مع نادي بايرن ميونخ وانتقل في 2015 إلي شالكه علي سبيل الإعارة، وهو يملك جواز سفر فرنسي لأن أمه فرنسية ويبلغ طول اللاعب 185 سم وسبق أن لعب مع نادي كوبنهاغن ومع نادي بروندبي كما سبق له اللعب مع المنتخب الدنماركي تحت 21 سنة.

## روابط خارجية
- بيير-إيميل هويبيرغ على موقع الاتحاد الدولي (مؤرشف)  (الإنجليزية)
- بيير-إيميل هويبيرغ على موقع الاتحاد الأوربي (الإنجليزية)
- بيير-إيميل هويبيرغ على موقع إي إس بي إن إف سي (الإنجليزية)
- بيير-إيميل هويبيرغ على موقع قاعدة بيانات كرة القدم.إي يو (الإنجليزية)
- بيير-إيميل هويبيرغ على موقع بيانات كرة القدم. دي إي (الألمانية)
- بيير-إيميل هويبيرغ على موقع ليكيب (الفرنسية)
- بيير-إيميل هويبيرغ على موقع ناشيونال فوتبول تيمز (الإنجليزية)
- بيير-إيميل هويبيرغ على موقع Soccerbase.com (لاعب) (الإنجليزية)
- بيير-إيميل هويبيرغ على موقع Soccerway.com (الإنجليزية)
- بيير-إيميل هويبيرغ على موقع عالم كرة القدم.نت (الإنجليزية)